# 东海航空

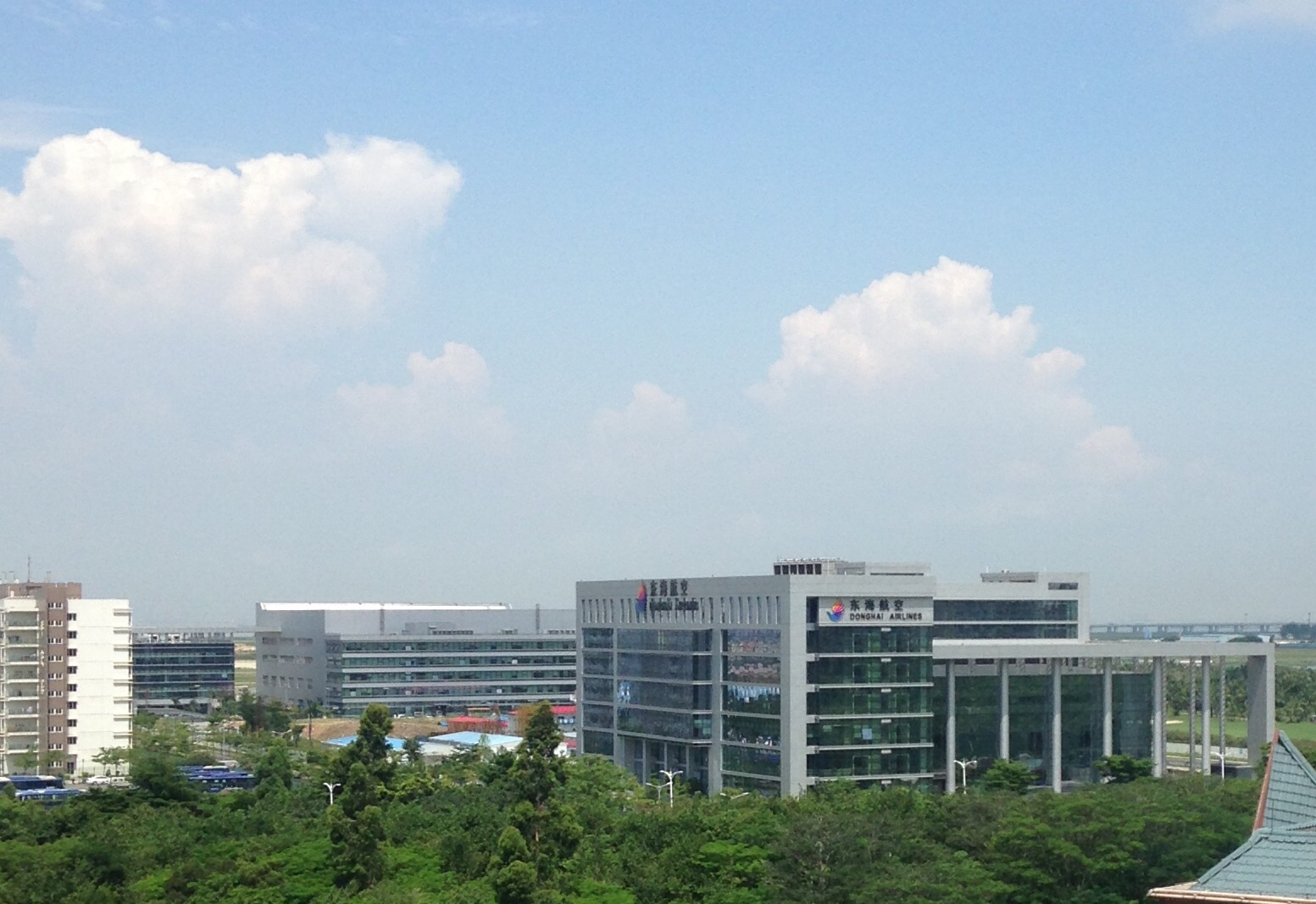
东海航空总部

东海航空有限公司，是一家位於中國的航空公司，于2002年11月在珠海注册成立，2004年将基地迁至深圳宝安国际机场，2006年变更为现名，2006年9月19日首航，其后一段时间主营国内、国际货运业务。2014年3月，东海航空开始运营以深圳宝安国际机场为基地的客运航班，首条客运航线为深圳经宁波至大连。2015年底，东海航空停办货运业务，开始主要经营客运业务。

## 歷史
2002年11月，前身為珠海捷晖货运航空有限公司在珠海三灶机场成立，是經國家商務部及民航總局批准成立的首家中外合資民營貨運航空公司。在籌建時，考慮到地方政府的支持以及当时联邦快递（FedEx）计划在廣東省珠海市設立營運基地，公司遂於珠海註冊成立。
经深圳市政府及深圳国际空港物流园开发办的邀请，并考虑到深圳在华南地区与港澳台地区经济发展与物流业的中心枢纽地位，2004年6月公司将总部移至深圳宝安国际机场，改称深圳捷晖货运航空有限公司。2006年3月27日，深圳捷晖货运航空有限公司更名为深圳东海航空有限公司。2006年8月东海航空引进首架波音737-300型货机抵达深圳宝安国际机场，次月19日首航开通深圳-上海（虹桥）货运航线，其后相继开通沈阳、西安、北京等国内货运航线。2007年10月东海航空获得中国民航局国际货运航线经营许可，并相继开通达卡、大阪、首尔等国际货运包机航线。2013年8月，获得中国民航局增加客运业务的批复，并于同年12月正式取得客运经营许可证。2014年2月16日，第一架波音737-800型客机抵达深圳。3月12日，客运首航，执行深圳-宁波-大连航线。2015年12月31日，所有全货机退出运营。2016年5月20日，最后两架货机飞机退租。
东海航空主要股東為同一集團在中國内地和香港的機構，包括深圳市東港商貿有限公司、港資的東海聯合(集團)公司及永港企業有限公司，該集團在投資航空業前，在華南地區從事房地產及物流業務。
东海公务机公司于2009年下半年开始筹划建立，于2010年6月获得民航局项目投资许可和筹建许可，由中外企业合资组建。在11月的珠海航展期间，加拿大庞巴迪公司一架挑战者605飞机飞抵深圳，成为东海引进的首架公务机。据东海公务机相关负责人介绍，预计到明年10月以前，东海公务机公司还将陆续引进5架挑战者300型公务机。

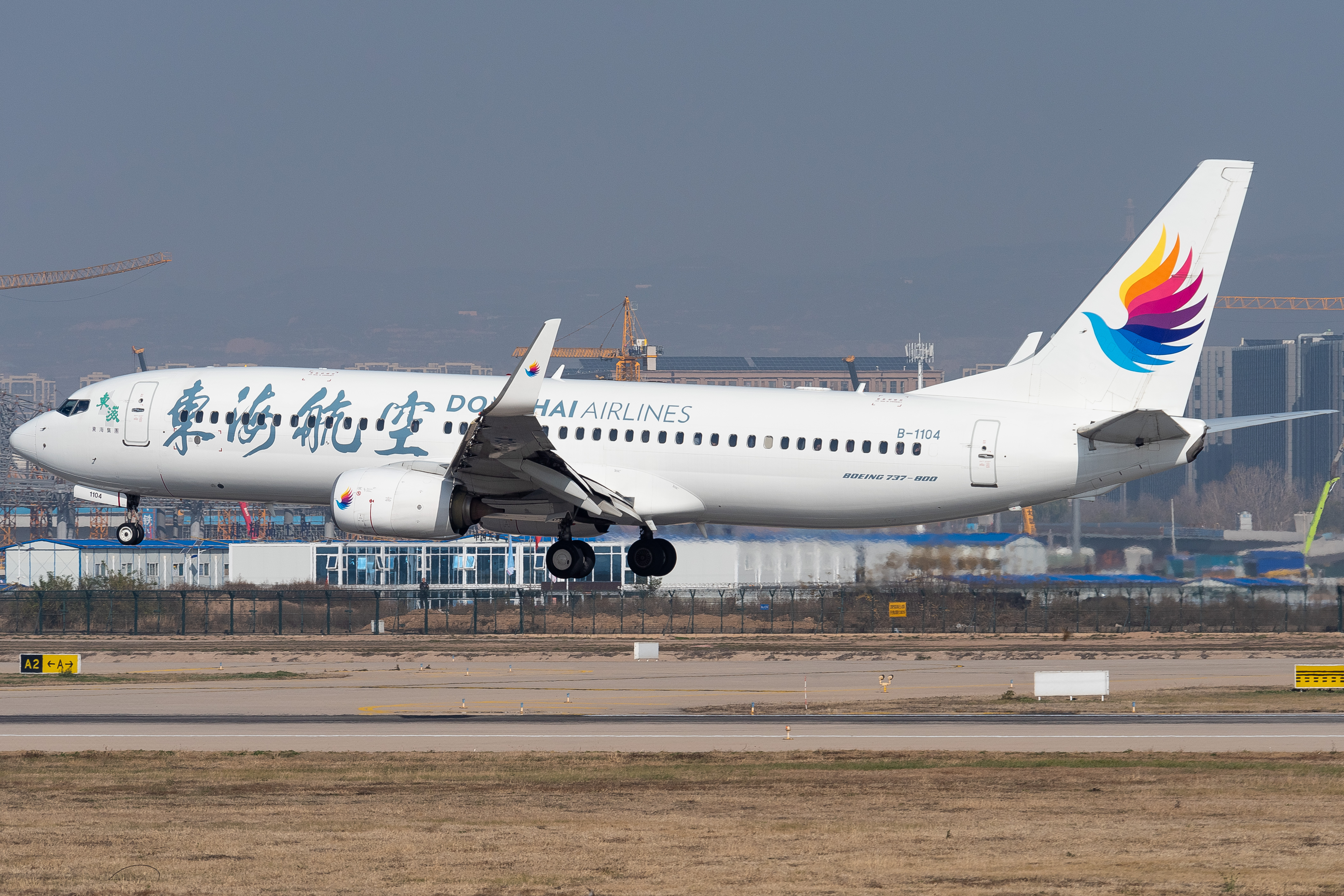
東海航空第二代标准涂装波音737-800

## 機隊

### 客運飛機

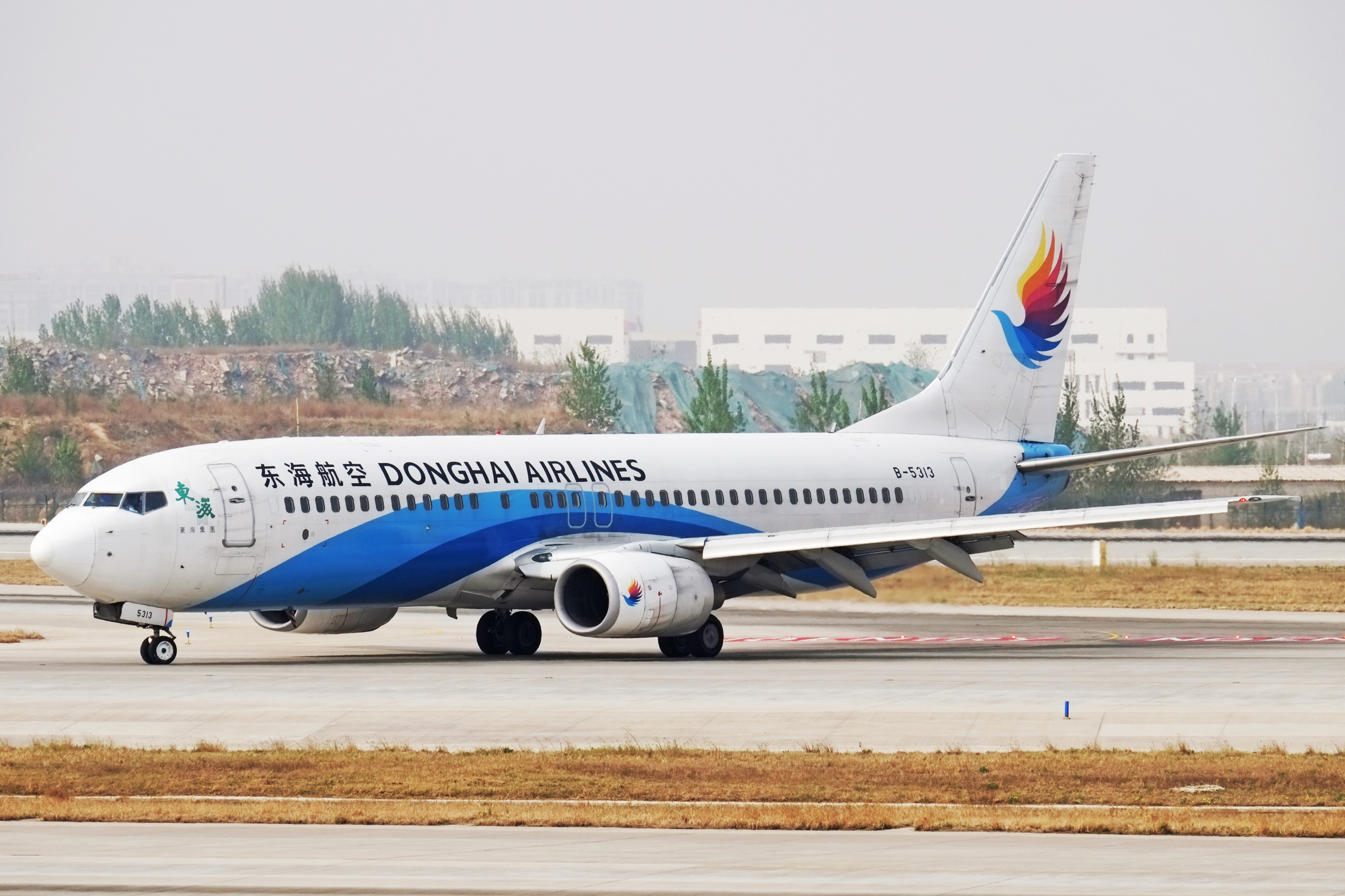
東海航空第一代标准涂装波音737-800在郑州新郑国际机场

截止2019年12月，东海航空机队规模23架：

### 註冊號
客機
- 波音737-800：B-1104、B-1105、B-1159、B-1415、B-1462、B-1532、B-1533、B-1575、B-1590、B-1705、B-1770、B-1771、B-5311、B-5313、B-6981、B-7100、B-7300、B-7630、B-7631
- 波音737MAX8：B-224A、B-224C（即將引進）
- 波音737MAX10：待定

公务机
- 5架龐巴迪挑戰者300：B-8106, B-8190, B-8191, B-8192, B-8193
- 1架龐巴迪挑戰者605：B-3077

## 目的地
| 国家 | 省份     | 城市     | 机场                   | 备注                              |
| ---- | -------- | -------- | ---------------------- | --------------------------------- |
| 中国 | 广东     | 深圳     | 深圳宝安国际机场       | 基地                              |
| 中国 | 广东     | 珠海     | 珠海金湾机场           |                                   |
| 中国 | 广西     | 桂林     | 桂林兩江國際機場       |                                   |
| 中国 | 广西     | 南宁     | 南宁吴圩国际机场       |                                   |
| 中国 | 北京     | 北京     | 北京首都国际机场       |                                   |
| 中国 | 浙江     | 杭州     | 杭州萧山国际机场       |                                   |
| 中国 | 浙江     | 宁波     | 寧波櫟社國際機場       |                                   |
| 中国 | 浙江     | 义乌     | 义乌机场               |                                   |
| 中国 | 浙江     | 丽水     | 丽水机场               |                                   |
| 中国 | 上海     | 上海     | 上海浦东国际机场       |                                   |
| 中国 | 山西     | 吕梁     | 吕梁大武机场           |                                   |
| 中国 | 新疆     | 乌鲁木齐 | 乌鲁木齐地窝堡国际机场 |                                   |
| 中国 | 安徽     | 合肥     | 合肥新桥国际机场       |                                   |
| 中国 | 辽宁     | 大连     | 大连周水子国际机场     |                                   |
| 中国 | 黑龙江   | 哈尔滨   | 哈尔滨太平国际机场     |                                   |
| 中国 | 内蒙古   | 海拉尔   | 海拉尔东山机场         |                                   |
| 中国 | 内蒙古   | 乌兰浩特 | 乌兰浩特义勒力特机场   |                                   |
| 中国 | 内蒙古   | 满洲里   | 满洲里西郊机场         |                                   |
| 中国 | 内蒙古   | 包头     | 包头东河机场           |                                   |
| 中国 | 江苏     | 南京     | 南京禄口国际机场       |                                   |
| 中国 | 江苏     | 连云港   | 连云港花果山机场       |                                   |
| 中国 | 江苏     | 南通     | 南通兴东国际机场       |                                   |
| 中国 | 江苏     | 无锡     | 苏南硕放国际机场       |                                   |
| 中国 | 吉林     | 长春     | 长春龙嘉国际机场       |                                   |
| 中国 | 海南     | 海口     | 海口美兰国际机场       |                                   |
| 中国 | 云南     | 昆明     | 昆明长水国际机场       |                                   |
| 中国 | 重庆     | 重庆     | 重庆江北国际机场       |                                   |
| 中国 | 重庆     | 重庆     | 万州五桥机场           |                                   |
| 中国 | 四川     | 成都     | 成都双流国际机场       |                                   |
| 中国 | 贵州     | 贵阳     | 贵阳龙洞堡国际机场     |                                   |
| 中国 | 贵州     | 兴义     | 兴义万峰林机场         |                                   |
| 中国 | 贵州     | 安顺     | 安顺黄果树机场         |                                   |
| 中国 | 陕西     | 西安     | 西安咸阳国际机场       |                                   |
| 中国 | 河南     | 郑州     | 郑州新郑国际机场       |                                   |
| 中国 | 江西     | 南昌     | 南昌昌北国际机场       |                                   |
| 中国 | 福建     | 泉州     | 泉州晋江国际机场       |                                   |
| 中国 | 湖南     | 长沙     | 长沙黄花国际机场       |                                   |
| 中国 | 湖南     | 怀化     | 怀化芷江机场           |                                   |
| 中国 | 山东     | 东营     | 东营胜利机场           |                                   |
| 中国 | 天津     | 天津     | 天津滨海国际机场       |                                   |
| 中国 | 河北     | 邯郸     | 邯郸机场               |                                   |
| 中国 | 宁夏     | 银川     | 银川河东国际机场       |                                   |
| 中国 | 甘肃     | 兰州     | 兰州中川国际机场       |                                   |
| 中国 | 甘肃     | 庆阳     | 庆阳西峰机场           |                                   |
| 中国 | 湖北     | 宜昌     | 宜昌三峡机场           |                                   |
| 中国 | 湖北     | 十堰     | 十堰武當山機場         |                                   |
| 緬甸 | 曼德勒省 | 曼德勒   | 曼德勒國際機場         | 深圳-曼德勒                       |
| 泰國 | 春武里府 | 芭堤雅   | 乌塔保国际机场         | 深圳-芭堤雅/ 珠海-重庆万州-芭堤雅 |
| 越南 | 海防     | 海防     | 吉碑国际机场           | 2018年9月19日开通深圳-海防航线    |
| 越南 | 广宁     | 下龙     | 云屯国际机场           |                                   |
|      | 北領地   | 達爾文   | 達爾文國際機場         | 深圳-达尔文                       |

## 组织架构
- 飞行部
- 维修工程部 388人
  - 维修一分部（航线机务）
  - 维修二分部（定检）
  - 质量管理处
  - 维修控制中心（MCC）
  - 技术支援处（TMC）
  - 工程技术处
  - 生产计划处（PPC）
  - 航材保障处
  - 培训处
  - 综合管理处
- 客舱服务部
  - 乘务一分部
  - 乘务二分部
  - 乘务三分部
  - 质监处
  - 综合管理处
  - 培训处
- 地面服务部
  - 业务处
  - 机供品配餐管理处
  - 旅客服务处
  - 综合管理处
  - 生产调度处
- 运行控制中心
- 市场销售部
  - 呼叫中心
- 综合管理部
  - 车队
  - 食堂
  - 后勤物业管理处
    - 出勤楼
- 安全监察部
- 南通基地
  - 南通基地飞行分部
  - 南通基地乘务分部

## 争议事件
2018年7月28日，东海航空B-1533号班机机长陈某某在执行DZ6286南通-郑州-兰州和DZ6206兰州-北京航线飞行任务时，仅为其妻子购买南通-郑州段机票，但随后为其免费续航至北京，且在飞行过程中擅自允许其进入驾驶舱，违反了运行规章和飞安规定。8月2日，东海航空内部通报，给予刘某某及该机组其他相关责任人相应处分。鉴于该事件在社交媒体引起巨大争议，2019年1月9日，东海航空在其官方新浪微博公开该事件处理情况，陳姓機長被暫停飛行6個月、取消教員資格、罰款12,000元人民幣，及按票價原價補回後續航段票款；王姓及趙姓副機長停飛15天，罰款6000人民幣；鉴于当班乘务长多次劝阻、主动报告，予以减轻处罚，给予人民币500元经济处罚；给予当班安全员人民币500元经济处罚。。
2018年8月23日，東海航空楊姓機長在執飛一班由深圳寶安國際機場前往無錫碩放機場的DZ6217時，在未完成飛行準備階段各項工作，當中包括：未領取、檢查、校對所有飛行、領航、通訊資料，確認飛行資料及用具齊全；未領取簽派放行文件及根據飛機的狀況、最新天氣報告，確定飛機的適航狀況並核實起飛油量；未到機組準備室進行直接準備並組織召開機組準備會，便直接進場飛行。事後機長被中國民用航空局中南地區管理局給予警告行政處罰。
2021年2月20日，东海航空B-5311号班机在执行DZ6297航班（南通-西安）的航班上，机长与乘务长发生争执，在飞行过程中相互殴打，机长将乘务长手打骨折，乘务长把机长门牙敲掉半颗。根据后续报道称，打架事件发生后，东海航空对两名涉事人员已经做出了暂停飞行处理，深圳民航管理单位第一时间约谈了深圳东海航空有限公司。3月15日，東海航空官方賬號在微博發文，通報對該事件相關人員的處理決定。對於当班机长张大庸與当班3#乘务员杨佳霖，給予公司终身停飞处理，并对其涉及违法的行为依法依规处理；對於與此事件相關的公司領導及中層管理人員，分別給予免職、警告、通報批評、扣發工資等處分。並表示东海航空全体员工将引以为戒，严格遵守行业及公司规章制度，杜绝发生不安全事件。3月19日，机长张某某因涉嫌暴力危及飞行安全罪被陕西省公安厅机场公安局取保候审，2022年3月18日被西安市莲湖区人民检察院取保候审，10月12日向莲湖区人民法院移送起诉。2023年3月18日解除取保候审。5月25日，西安市莲湖区人民检察院认为“陕西省公安厅机场公安局认定的犯罪事实不清、证据不足，不符合起诉条件”，对机长张某某作出不起诉决定。